# Terrassendynamik
Terrassendynamik ist ein Begriff aus der Musik. Sie bezeichnet eine spezielle Art der Lautstärkeveränderung im Verlauf eines musikalischen Werkes und fällt somit in das Feld der musikalischen Dynamik.

## Definition
Der Begriff der Terrassendynamik beschreibt eine plötzliche dynamische Änderung. Diese kann auskomponiert, kann aber auch Interpretation sein. Wieland Ziegenrücker beschreibt diesen aus der Echodynamik hervorgegangenen Dynamiktyp treffend als „übergangsloses Gegenüberstellen von lauten und leisen Episoden“. Demgegenüber steht die Übergangsdynamik, die den „stufenlosen Übergang zwischen verschiedenen Lautstärkegraden“ bedeutet.

## Historischer Hintergrund
Die Entstehung der Terrassendynamik hat zwei Ursprünge, zum einen die Entwicklung im Instrumentenbau und zum anderen die epochentypischen Kompositionenweisen.
In der Renaissance sowie dem Barock waren die Möglichkeiten des Instrumentenbaus aus technischen Gründen noch sehr eingeschränkt. Lautstärkeänderungen waren nur mechanisch möglich, z. B. bedeutet das für die Orgel, dass Änderungen in der Dynamik nur über Manual- oder Registerwechsel entstehen konnten.
In den Kompositionsweisen der genannten Epochen steht vor allem das Prinzip des concerto grosso im Vordergrund. Der Wechsel zwischen Orchester und Soloinstrument, bzw. Chor und Solosänger stellen die auskomponierte Terrassendynamik dar.